# Bugatti Tipo 51, 53, 54 e 59
Le Tipo 51, la Tipo 53, la Tipo 54 e la Tipo 59 facevano parte di una famiglia di auto da corsa prodotte tra il 1931 ed il 1936 dalla Casa francese Bugatti.

## Storia ed evoluzione
Questa famiglia di autovetture da corsa fu, per la verità, molto meno fortunata in campo agonistico delle serie precedenti. Ciò a causa di problemi vari, tra cui quelli tecnici che su alcune vetture si presentavano puntualmente.
In ogni caso, l'esigenza di avere delle nuove vetture da competizione trovava le sue motivazioni nell'anzianità di progetto della Type 35 e delle sue derivate. Ci volevano delle vetture molto più potenti, in grado di rivaleggiare con le Mercedes-Benz SSKL e le varie Maserati ed Alfa Romeo. Per migliorare una vettura già di per sé vincente come la Tipo 35 Ettore Bugatti si ispirò alla vetture da competizione Miller, che negli Stati Uniti stavano ottenendo un enorme successo nelle competizioni. Non solo, ma lo stesso patron italo-francese acquistò due esemplari di vettura Miller da competizione e ne smontò i motori allo scopo di carpirne i segreti e applicarli ad una vettura come la Tipo 35. Da qui nacquero queste nuove, potenti ma anche sfortunate vetture, nonché un modello stradale, la Tipo 50.

### Tipo 51
Sostanzialmente simile alla Bugatti Tipo 35B, è però considerata come la capostipite della nuova famiglia di vetture da corsa. I piloti più illustri che condussero la Tipo 51 verso i suoi trionfi furono Maurice Trintignant, Louis Chiron e Achille Varzi.
La Tipo 51 fu prodotta in tre versioni, recanti sigle differenti in base alla motorizzazione montata ed alla categoria sportiva in cui conseguentemente si sarebbero trovate a gareggiare. La vettura denominata semplicemente Tipo 51 era quella più potente e pertanto venne utilizzata nei Gran Premi a partire dal 1931. Sfruttando un'evoluzione del telaio della Tipo 35, la Tipo 51 ne ripropose anche il motore ad 8 cilindri da 2261 cm3 (alesaggio x corsa 60 x 100 mm), sovralimentato mediante compressore volumetrico Roots e che qui venne ulteriormente elaborato e portato ad erogare una potenza massima di 185 CV. Tra le novità tecniche introdotte con l'arrivo della Tipo 51 vi fu ad esempio la distribuzione a due assi a camme in testa (di origine Miller), assente invece nella Tipo 35, che era monoalbero in testa. Le valvole erano invece due per cilindro anziché tre. La velocità massima raggiungibile dalla Tipo 51 era di 230 km/h.
In campo agonistico, la Tipo 51 fu la più fortunata di tale nuova famiglia, in quanto riuscì a centrare alcune vittorie di rilievo, come il Gran Premio di Francia del 1931, il Gran Premio di Monaco e del Belgio dello stesso anno e il Gran Premio della Cecoslovacchia nel 1932 e nel 1933. Con questa vettura, Achille Varzi, considerato da molti come la nemesi di Nuvolari, conquistò la prima pole position cronometrata nella storia dei GP europei, durante le prove del Gran Premio di Monaco del 1933 e alla fine riuscì ad aggiudicarsi il Gran Premio stesso.

#### Tipo 51C
La Tipo 51C differiva dalla Tipo 51 essenzialmente per la cilindrata, scesa a 1991 cm3 grazie alla riduzione della corsa dei cilindri da 100 ad 88 mm. Si trattava quindi del medesimo monoblocco utilizzato nella Tipo 35C, anch'esso di 2 litri, ma nel caso della Tipo 51C la potenza salì a 160 CV grazie anche alla distribuzione bilabero in testa. La vettura raggiungeva una velocità massima di 218 km/h.

#### Tipo 51A

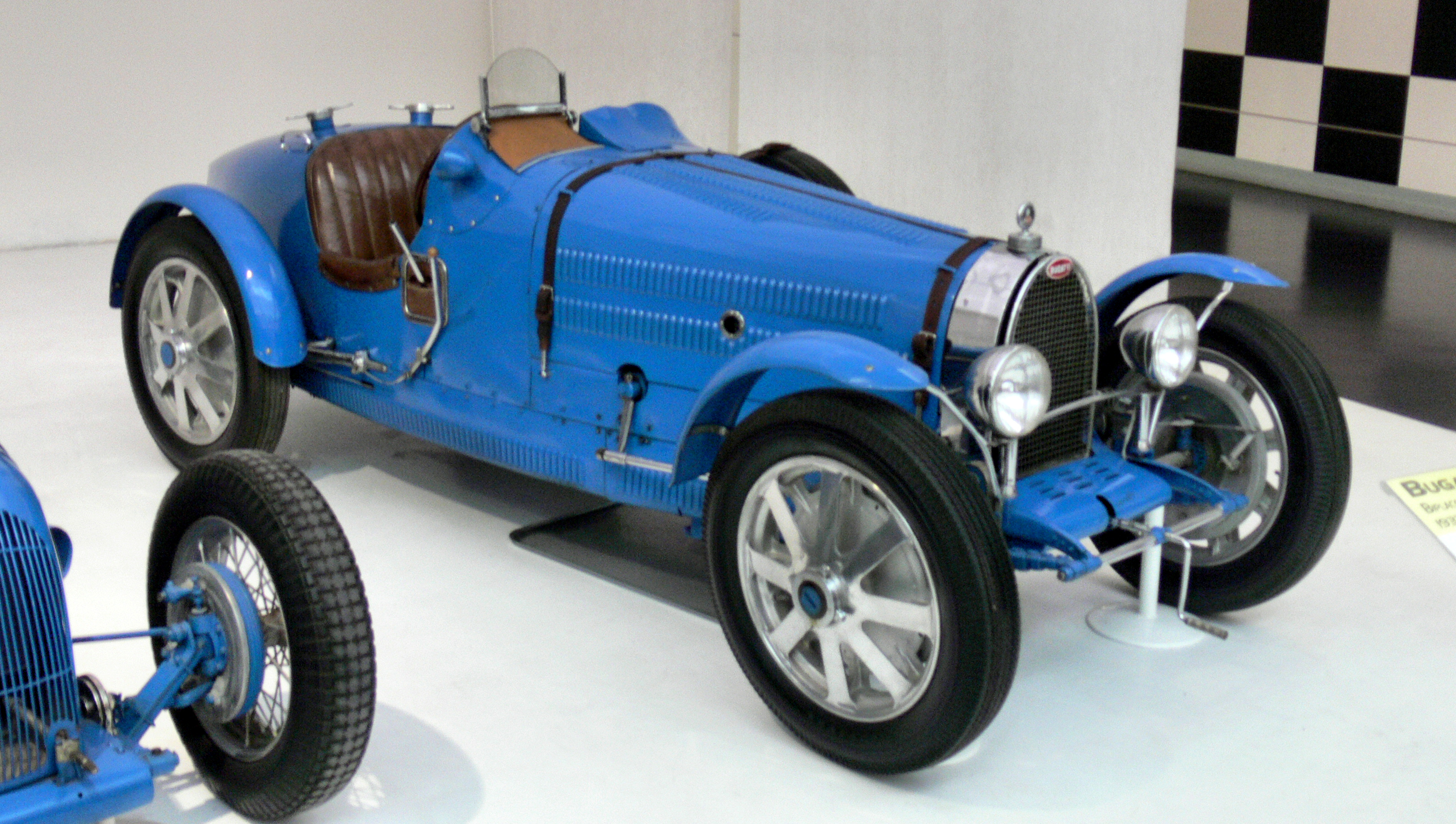
Una Tipo 51A

La Tipo 51A era una Tipo 51 concepita per competere nella categoria Voiturettes, dove la cilindrata non poteva superare i 1500 cm3. E in effetti, in questo caso, il propulsore delle altre Tipo 51 era caratterizzato da una cilindrata complessiva di 1493 cm3. Si trattava in pratica di un propulsore ottenuto abbinando la testata bialbero delle altre Tipo 51 al monoblocco della Tipo 39. La sovralimentazione mediante compressore Roots e non ultima la distribuzione bialbero in testa consentivano al motore di raggiungere una potenza massima di 135 CV e alla vettura di raggiungere una velocità massima di 200 km/h.

#### Produzione della Tipo 51
In totale, fra tutte e tre le versioni appena descritte, la Tipo 51 venne prodotta in una quarantina di esemplari. Uno di questi esemplari venne rielaborato nel 1936 come una vettura coupé per l'utilizzo stradale. Questa venne commissionata dal magnate dell'industria farmaceutica André Bith, il quale, rimasto impressionato della Bugatti Tipo 57 Atlantic, commissionò una copia della vettura al progettista Louis Dubos. Questo modello stradale, una volta realizzato, vinse il Bagatelle Concours d'Elegance.

### Tipo 53

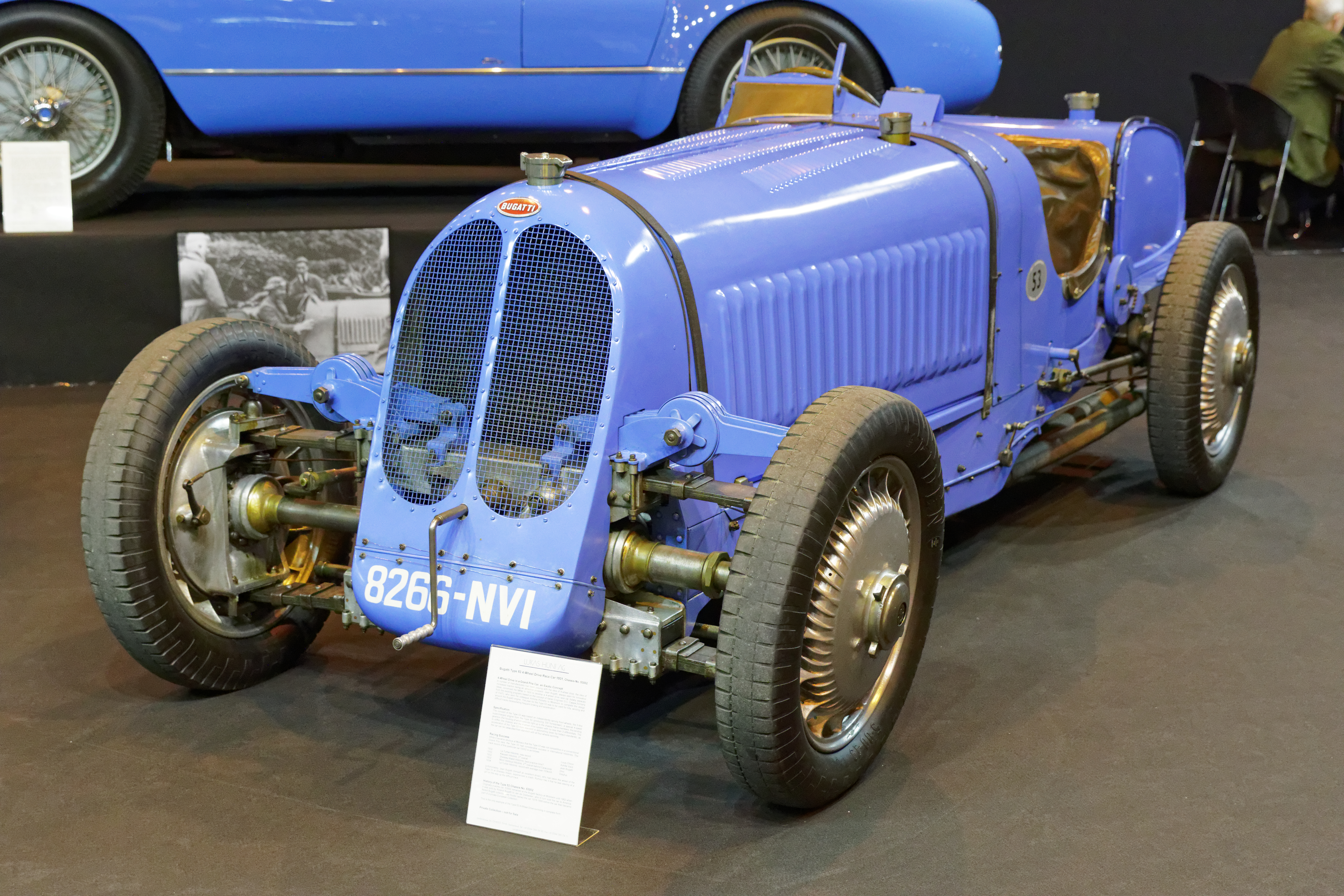
La Type 53

Costruita nel 1932 in soli due esemplari, di cui solo uno sopravvissuto, la Tipo 53 è stata per i suoi tempi un'auto assai rivoluzionaria, poiché si tratta di una delle prime autovetture da competizione dotate di trazione integrale.

### Tipo 54

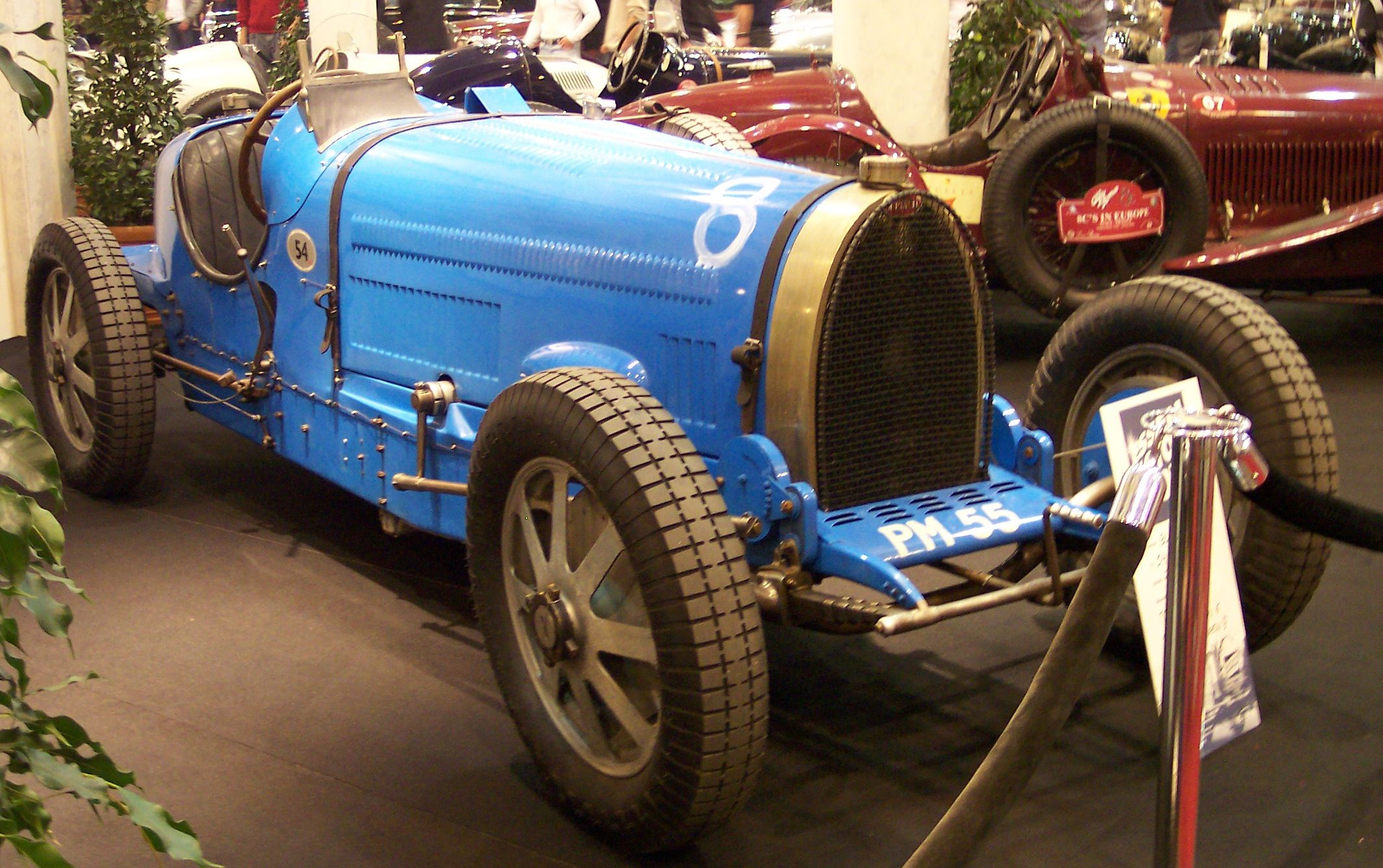
Vista di una Tipo 54

La prima delle dieci Tipo 54 costruite fu realizzata nel 1931 in circa due settimane di lavoro solamente. Le altre nove furono prodotte tra il 1932 ed il 1934. Motoristicamente era identica alla Tipo 53, dalla quale si differenziava per il cambio a tre marce, per l'avantreno ad assale rigido e soprattutto per la trazione sulle sole ruote posteriori. Le prestazioni erano grosso modo le stesse, così come erano analoghe le difficoltà di maneggevolezza. Il miglior risultato conseguito fu il secondo posto ottenuto da Varzi al Gran Premio di Monza, gara d'esordio per la Tipo 54. Nel 1933, sempre a Monza, un incidente costò la vita al pilota Stanislas Czaykowski, che poco tempo prima, proprio su Bugatti Tipo 54, aveva ottenuto un record di velocità sull'AVUS, record pari a 221,7 km/h. L'incidente mortale in cui Czaykowski perse la vita sancì la fine della carriera agonistica della Tipo 54, destino sottolineato tra l'altro anche dal cambiamento di alcuni regolamenti di gara, che escludevano di fatto vetture con caratteristiche simili a quelle della Tipo 54, la quale venne impiegata ancora in qualche gara di altro tipo, dopodiché venne definitivamente pensionata. Si sa che almeno due dei dieci esemplari di Tipo 54 furono convertiti all'uso stradale, tra cui un esemplare riprogettato come roadster per Lord Bachelier.

### Tipo 59
La Tipo 59 rappresentò l'ultima evoluzione delle vetture da corsa utilizzate dalla Bugatti negli anni '20 e '30 del secolo scorso. La Tipo 59 nacque nel 1933 e fu impiegata nelle corse fino al 1939, più alcune gare dopo la guerra.